# 林可欣
林可欣（英語：Denise Lim，1991年9月14日—），新加坡女子帆船运动员，主攻诺卡拉17级，2015年帆船世界杯青岛站混合诺卡拉17级金牌得主、2022年亚洲运动会混合诺卡拉17级银牌得主。